# Monique Kiene
Monique Kiene (née le 5 août 1974) est une joueuse de tennis néerlandaise, brièvement professionnelle de 1991 à 1993. 
Elle a atteint le 123e rang mondial en simple le 24 août 1992 et le 61e en double le 8 février 1993.
Au cours de sa carrière, elle a remporté 1 tournoi WTA en double.

## Palmarès

### Titre en double dames
| No | Date       | Nom et lieu du tournoi                   | Catégorie | Dotation  | Surface         | Partenaire     | Finalistes                     | Score    |          |
| -- | ---------- | ---------------------------------------- | --------- | --------- | --------------- | -------------- | ------------------------------ | -------- | -------- |
| 1  | 10/02/1992 | Int’l Austrian Indoor Championships Linz | Tier V    | 100 000 $ | Moquette (int.) | Miriam Oremans | Claudia Porwik Raffaella Reggi | 6-4, 6-2 | Parcours |

### Finale en double dames
Aucune

## Parcours en Grand Chelem

### En simple dames
| Année | Open d'Australie | Open d'Australie  | Internationaux de France | Internationaux de France | Wimbledon | Wimbledon | US Open | US Open |
| 1993  | 2e tour (1/32)   | Lindsay Davenport | 1er tour (1/64)          | Arantxa Sánchez          | -         | -         | -       | -       |

À droite du résultat, l’ultime adversaire.

### En double dames
| Année | Open d'Australie          | Open d'Australie         | Internationaux de France    | Internationaux de France | Wimbledon | Wimbledon | US Open | US Open |
| 1992  | -                         | -                        | 2e tour (1/16) M. Oremans   | Mary Pierce P. Tarabini  | -         | -         | -       | -       |
| 1993  | 2e tour (1/16) M. Oremans | Gorrochategui Linda Wild | 1er tour (1/32) P. O'Reilly | Radka Bobková M. Gaidano | -         | -         | -       | -       |

Sous le résultat, la partenaire ; à droite, l’ultime équipe adverse.

## Classements WTA en fin de saison

### En simple
| Année | 1991 | 1992 | 1993 |
| Rang  | 193  | 142  | 246  |

Source : (en) « Classements de Monique Kiene », sur le site officiel du WTA Tour

### En double
| Année | 1991 | 1992 | 1993 |
| Rang  | 308  | 77   | 130  |

Source : (en) « Classements de Monique Kiene », sur le site officiel du WTA Tour